# Marcus Fraser (calciatore)
Marcus Fraser (Glasgow, 23 giugno 1994) è un calciatore scozzese, difensore del St. Mirren.

## Palmarès

### Club

#### Competizioni nazionali
- Scottish League Cup: 1

Ross County: 2015-2016
- Scottish Challenge Cup: 1

Ross County: 2018-2019
- Scottish First Division: 1

Ross County: 2018-2019